# Stadtarchiv Plauen

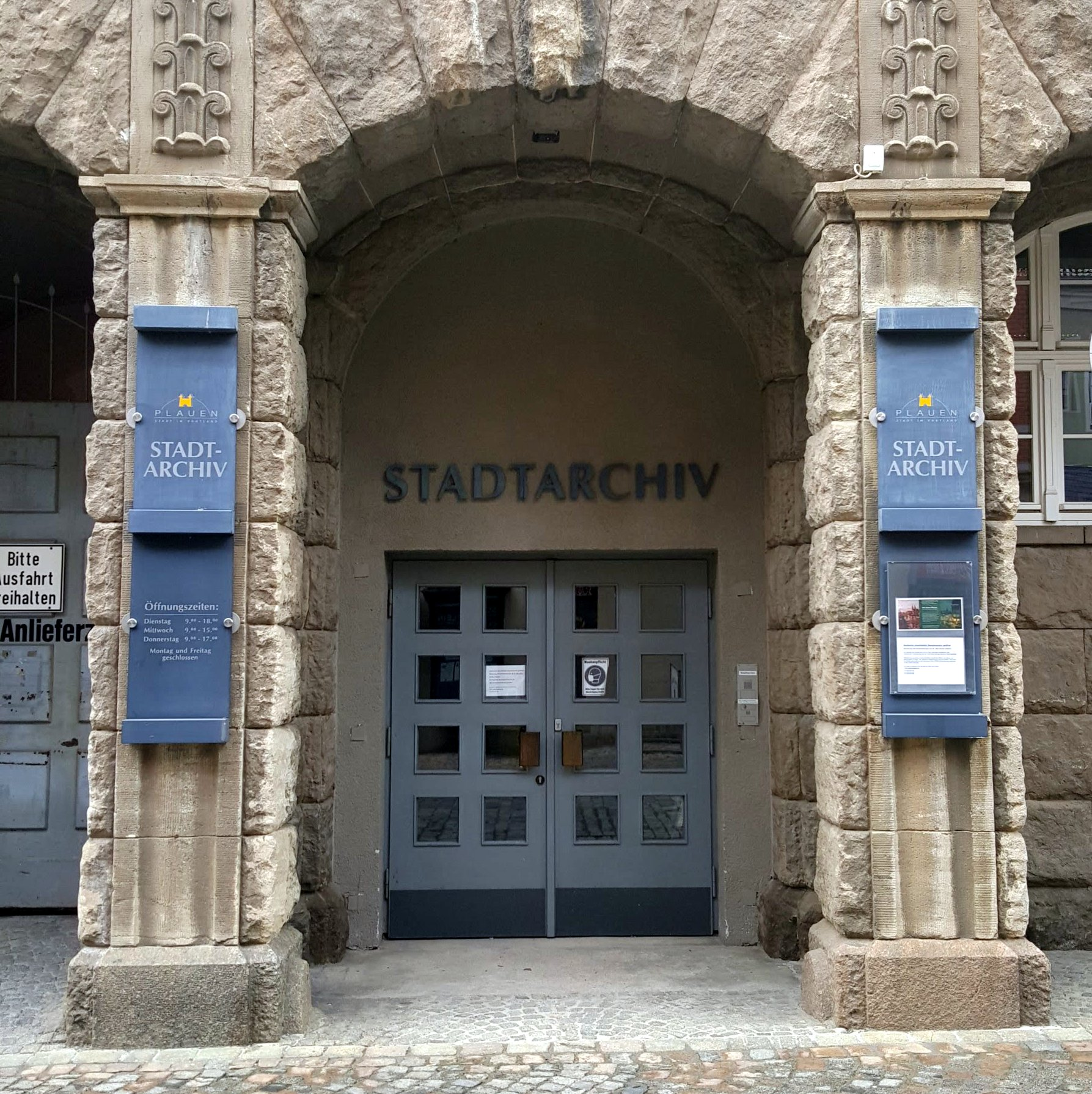
Eingang in der Herrenstraße

Das Stadtarchiv Plauen gehört mit über 3.000 laufenden Regalmetern an historischem Sammelgut und über 7.000 laufenden Metern Akten der Stadtverwaltung (Verwaltungs- und Bauaktenarchiv) sowie über 1.000 Titeln in der Archivbibliothek zu den größten Archiven des Vogtlandkreises. Es ist im Sockelgeschoss des Rathauses Plauen untergebracht und wird seit 2016 von der Museologin und Archivarin Doris Meijler geleitet.

## Bestände
Zu den ältesten Dokumenten gehört eine Urkunde aus dem Jahr 1278 und das amtliche Stadtbuch von 1388. Durch die Archivierung der vormaligen Standesämter in den Ortsteilen Chrieschwitz, Reusa, Haselbrunn, Großfriesen, Herlasgrün, Jößnitz, Jocketa, Kauschwitz, Möschwitz, Neuensalz, Neundorf, Oberlosa, Pöhl, Ruppertsgrün, Steinsdorf, Straßberg, Theuma, Thiergarten und Thoßfell können auch diese Personenstandsunterlagen eingesehen werden. Auch die Firmenakten bedeutender Plauener Unternehmen, sowohl aus DDR-Zeiten als auch deren Vorgängerfirmen, wie die der VEB Plauener Damenkonfektion (Dako), der VEB Vogtländische Webtextilien (Vowetex) oder dem VEB Sächsische Zellwolle sind noch erhalten geblieben. An persönlichen Nachlässen können die Unterlagen u. a. zu Amtsgerichtsdirektor Dr. Ulrich Otto (1868–1931), nach dem eine Straße in Plauen benannt ist, von Johannes Richter (1928–2014), Prähistoriker und Direktor des Vogtlandmuseums, dem Komponisten Hans Wolfgang Sachse (1899–1982) oder auch dem Botaniker Rolf Weber (1922–2015) eingesehen werden.

## Veröffentlichungen (Auswahl)
- 100 Jahre Syratalviadukt in Plauen, 2005
- Plauen in den fünfziger Jahren, 2009
- Plauen in den sechziger Jahren, 2011
- Plauen in den siebziger Jahren, 2013